# Bundesstrasse 68
Bundesstrasse 68 är en förbundsväg i Tyskland. Vägen går ifrån Cloppenburg till Scherfede via bland annat Osnabrück. Vägen är 195 kilometer lång och går igenom förbundsländerna Niedersachsen och Nordrhein-Westfalen. 